# Stanisław Zawadzki (malarz)
Stanisław Zawadzki (ur. 1878 w Warszawie, zm. 1960 tamże) – polski malarz i grafik.

## Życiorys
Edukację malarską rozpoczął u Wojciecha Gersona w warszawskiej Szkole Rysunkowej. W latach 1899–1900 był uczniem Jacka Malczewskiego w Szkole Sztuk Pięknych w Krakowie. W latach 1900–1903 studia uzupełniał u Ottona Seitza w Akademii Sztuk Pięknych w Monachium, a następnie w Paryżu. Związany był z warszawskim Towarzystwem Zachęty Sztuk Pięknych, gdzie pełnił liczne funkcje administracyjne, w tym wiceprezesa. Wielokrotnie tam wystawiał, m.in. w latach 1919, 1923, 1934, 1939 miał wystawy indywidualne. Był głównie portrecistą. Malował przede wszystkim wizerunki kobiet, ujętych na tle wystawnych wnętrz oraz akty, a także kompozycje rodzajowe i pejzaże, posługując się technika olejną i akwarelową. Uprawiał grafikę - zwłaszcza litografię i akwafortę.
19 stycznia 1955 na wniosek Ministra Kultury i Sztuki został odznaczony Medalem 10-lecia Polski Ludowej.
Zmarł w Warszawie, pochowany na cmentarzu Powązkowskim (kwatera 59-6-10,11).